# Оламиде Сам
Оламиде Сам (енгл. Olamide Sam; Коиду, 4. децембар 1999) сијералеонска је пливачица и олимпијка чија ужа специјалност су спринтерске трке слободним и прсним стилом. 

## Спортска каријера
Оламиде је дебитовала на међународним такмичењима 2023. на Светском првенству у јапанској Фукуоки где се такмичила у спринтерским тркама на 50 метара слободним и прсним стилом. Трку на 50 слободно је завршила на последњем 102. месту, док је у трци на 50 метара прсним стилом дисквалификована. Пар месеци касније, на Светском првенству у Дохи успела је да у обе дисциплине у којима се такмичила поправи своје личне рекорде, иако је обе трке поново завршила на последњим местима. Тако је трку на 50 слободно је завршила на 107, а на 50 прсно на 41. месту. Два месеца касније, на афричком првенству у Луанди поново је успела да поправи лични рекорд у обе дисциплине, на основу којих је добила и специјалну позивницу за учешће на Олимпијским играма у Паризу исте године.   
У Паризу је Оламиде пливала у квалификацијама трке на 50 метара слободним стилом. Наступила је у првој квалификационој групи где је пливала у стази 7, и са временом од 42,87 секунди заузела је претпоследње место у конкуренцији 79 такмичарки. Лошија од ње је била само Дивин Мјансади Мполо из ДР Конга.